# Sahlāvar
Sahlāvar (persiska: سهلاور, Sarlāvar) är en ort i Iran.   Den ligger i provinsen Kerman, i den sydöstra delen av landet, 1 100 km sydost om huvudstaden Teheran. Sahlāvar ligger 535 meter över havet och antalet invånare är 781.
Terrängen runt Sahlāvar är kuperad söderut, men norrut är den platt.Runt Sahlāvar är det glesbefolkat, med 8 invånare per kvadratkilometer. Närmaste större samhälle är Kūtak-e Vasaţ, 5,2 km väster om Sahlāvar. Trakten runt Sahlāvar består i huvudsak av gräsmarker.